# Васильев, Василий Ефимович (профессор)
Василий Ефимович Васильев (8 (20) марта 1890, Елисаветград — 14 августа 1956, Киев) — советский ученый в области металлургии, профессор, доктор технических наук, член-корреспондент АН УССР (с 22 февраля 1939 года).

## Биография
Родился 8 (20 марта) 1890 года в Елисаветграде. После окончания в 1914 году Киевского политехнического института работал на заводах Урала; с 1918 года преподавал в Киевском политехническом институте. В 1939—1949 годах работал в Институте черной металлургии, с 1950 года — в Институте проблем литья АН УССР.
Награжден двумя орденами Ленина, орденом Трудового Красного Знамени, медалями.

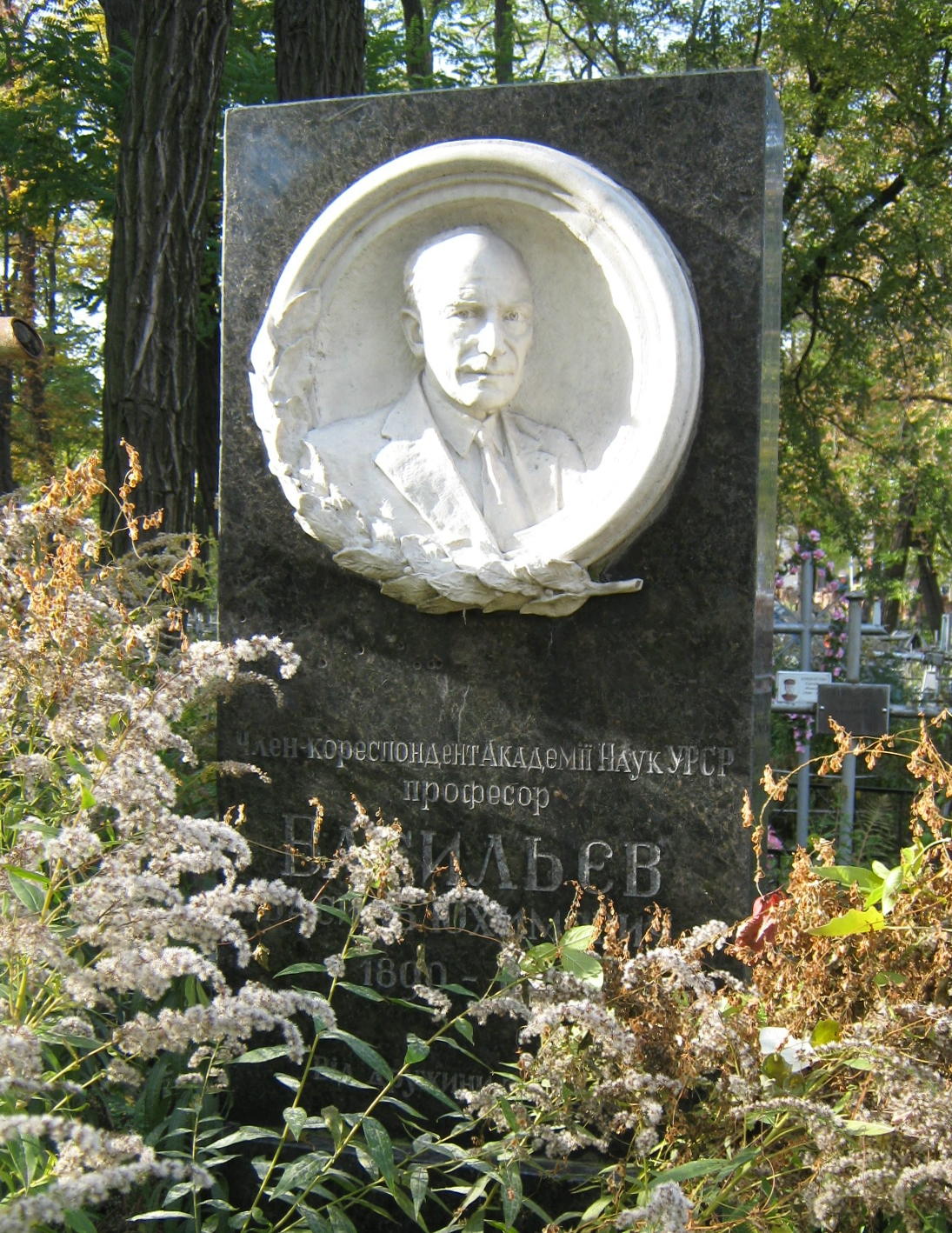
Могила Василия Васильева

Скончался 14 августа 1956 года. Похоронен в Киеве на Лукьяновском кладбище (участок № 16, ряд 6, место 5). Надгробие — высокая прямоугольная стела из черного гранита, медальон из белого мрамора. Скульптор Морозов.

## Научная работа
Под руководством Васильева исследованы и внедрены в производство химически стойкие сплавы, магнезиальные шлаки.
Произведения: «Доменная плавка на устойчивых шлаках». К., 1956.